# Paradiesgletsjer
De Paradiesgletsjer is een 2,27 km lange (2007) gletsjer in de Lepontische Alpen in het kanton Graubünden in Zwitserland. In 1973 had de gletsjer een oppervlakte van 3,99 km². Aan de voet van de Paradiesgletsjer begint de Achter-Rijn, een van de rivierbronnen van de Rijn.